# Amendeuix-Oneix
Amendeuix-Oneix é uma comuna francesa na região administrativa da Nova Aquitânia, no departamento dos Pirenéus Atlânticos. Estende-se por uma área de 7,62 km². Em 2010 a comuna tinha 457 habitantes (densidade: 60 hab./km²).